# United Party (Neuseeland)
Die United Party in Neuseeland, 1927 als Nachfolger der Liberal Party gegründet, bildete, nach einem überraschenden Wahlerfolg bei den Parlamentswahlen im Jahr 1928, eine Regierung unter Joseph Ward, der bereits von 1906 bis 1912 Premierminister von Neuseeland für die liberale Partei war.

## Geschichte
Nach der demoralisierenden Entwicklung in der Liberal Party seit Beginn der 1920er, spaltete sich die Partei 1925 in die Nationalen unter George William Forbes und in eine Gruppe, die sich Liberal-Labour nannte und das Sammelbecken der Liberalen unter William Andrew Veitch waren. In der Parlamentswahl von 1925 erhielten beide Gruppen zusammen lediglich 11 Sitze. Versuche die Liberale Partei zu reaktivieren scheiterten, bis im November 1927 sich die Nationalen an der United New Zealand Political Organisation beteiligten, die einige Monate zuvor von Albert Ernest Davy, einem Geschäftsmann und politischen Organisator, der zuvor für die Reform Party gearbeitet hatte, gebildet wurde. Auf einer Vereinigungskonferenz im September 1928 in Auckland bündelten die United Party dann alle Kräfte zur Wahl am 10. Dezember und hatte mit 29,8 % und 27 Sitzen eine Pattsituation mit der Reform Party, die zwar mehr Prozente erhielt, aber auch nur auf 27 Sitze kam. Den Ausschlag gaben schließlich einige Labour-Anhängern und unabhängigen Mitgliedern des Hauses, mit deren Unterstützung Joseph Ward dann doch zum Premierminister gewählt werden konnte.
Die Erfolge, die die United Party zu dieser Zeit verbuchen konnte, waren nicht nur ihrem geschlossenen Auftreten zu verdanken, es lag auch daran, dass die Öffentlichkeit von der Reform Party unter Gordon Coates genug hatte und vor allem die Geschäftsleute in den Städten die Eingriffe in die Wirtschaft im Interesse der Farmer gar nicht gut fanden und ihre Unterstützung für Coates versagten.
Als Joseph Ward am 28. Mai 1930 wegen seines bedrohlichen Gesundheitszustandes von allen Ämtern zurücktrat, übernahm Forbes die Führung der Partei und damit auch das Amt des Premierministers. Dieses zog einen Rechtsruck in der Partei nach sich. Doch nicht stark genug gegen die immer stärker auftretende Labour Party zu sein, ging Forbes zur Parlamentswahl 1931 eine Koalition mit der Reform Party ein und konnte mit einem überragenden Ergebnis von 55,4 % und 51 Sitzen die Regierung für drei Jahre stellen.
Doch 1936 konnte das Bündnis, welches auch als Nationales Bündnis auftrat, gegen Labour nicht mehr bestehen, die mit 46,1 % und 53 Sitzen die absolute Mehrheit gewannen und mit der Unterstützung der Rātana-Bewegung, die erstmals 2 Sitze für die Māori im Repräsentantenhaus bekamen, Michael Joseph Savage zum neuen Premierminister wählten.
In den Jahren der Koalition hatten sich die United Party und die Reform Party inhaltlich weiter angenähert und so war es nach dem Gewinn von Labour nur noch die logische Konsequenz sich zusammenzuschließen und eine neue starke Kraft gegen Labour zu entwickeln. Dazu kam noch, dass die Reform Party mehr in ländlichen Gegenden verwurzelt war und die United Party mit ihrer liberalen Vergangenheit mehr in den Städten dominierte. Die Fusion beider Parteien wurde schließlich auf einem Kongress, der vom 13. bis zum 14. Mai 1936 in Wellington stattfand, beschlossen und die neue Partei, die National Party gegründet. Die Liberale Bewegung hatte damit ihr gänzliches Ende in der neuseeländischen Politik gefunden.